# Мігель Бернардо Б'янкетті
Мігель Бернардо Б'янкетті (ісп. Miguel Bernardo Bianquetti), більш відомий як Мігелі (ісп. Migueli, нар. 19 грудня 1951, Сеута) — іспанський футболіст, що грав на позиції захисника. Футболіст року в Іспанії (1978, 1985).
Виступав, зокрема, за «Барселону», у складі якої став дворазовим володарем Кубка кубків УЄФА та переможцем ряду національних турнірів, а також національну збірну Іспанії, з якою брав участь у чемпіонаті світу та Європи.

## Клубна кар'єра
Народився 19 грудня 1951 року в місті Сеута. Вихованець футбольної школи клубу «Кадіс». У дорослому футболі дебютував 1970 року виступами за цю команду, в якій провів три сезони, взявши участь у 67 матчах Сегуни.
1973 року за 20 мільйонів песет перейшов до клубу «Барселона», за який відіграв 15 сезонів. Більшість часу, проведеного у складі «Барселони», був основним гравцем захисту команди і за свою фізичну силу отримав прізвисько «Тарзан». За цей час двічі виборював титул чемпіона Іспанії, чотири рази ставав володарем Кубка і ще одного разу Суперкубка Іспанії. Крім того, він зміг двічі виграти з «Барсою» Кубок володарів кубків, при цьому у своєму першому фіналі в 1979 році проти «Фортуни» з Дюссельдорфа Мігелі провів частину гру, що перейшла у додатковий час, зі зламаною ключицею.
Завершив професійну кар'єру футболіста виступами за команду «Барселона» у 1988 році. Загалом за каталонський клуб Мігелі провів 549 офіційний матч в усіх турнірах, що було клубним рекордом до 5 січня 2011 року, коли його перевершив Хаві Ернандес, а згодом і ще три зіркових гравців тієї команди — Пуйоль, Іньєста та Мессі.

## Виступи за збірну
20 листопада 1974 року дебютував в офіційних матчах у складі національної збірної Іспанії в грі відбору на чемпіонат Європи 1976 року проти Шотландії (2:1).
У складі збірної був учасником чемпіонату світу 1978 року в Аргентині та чемпіонату Європи 1980 року в Італії, зігравши на цих турнірах по два матчі, а його команда в обох випадках не пройшла груповий етап.
Загалом протягом кар'єри у національній команді, яка тривала 7 років, провів у її формі 32 матчі, забивши 1 гол.

## Титули і досягнення
- Чемпіон Іспанії (2):

«Барселона»: 1973/74, 1984/85,
- Володар Кубка Іспанії (4):

«Барселона»: 1977/78, 1980/81, 1982/83, 1987/88
- Володар Суперкубка Іспанії з футболу (1):

«Барселона»: 1983
- Володар Кубка іспанської ліги з футболу (2):

«Барселона»: 1983, 1986
- Володар Кубка Кубків УЄФА (2):

«Барселона»: 1978/79, 1981/82,